# Krupá (Rakovníki járás)
Krupá település Csehországban, Rakovníki járásban. Krupá Lišany, Chrášťany, Nesuchyně, Krušovice, Mutějovice és Hředle településekkel határos. Lakosainak száma 445 fő (2024. január 1.).

## Népesség
A település lakosságának változását az alábbi diagram mutatja:
| Lakosok száma | 717  | 734  | 903  | 764  | 568  | 436  | 450  | 439  | 448  | 445  |
|               | 1869 | 1890 | 1921 | 1950 | 1980 | 2001 | 2017 | 2019 | 2022 | 2024 |